# Abell 39
Abell 39 é uma nebulosa planetária na constelação de  Hércules. O seu nome provém do número de entrada (39) do catálogo de grandes nebulosas descobertas por George Ogden Abell em 1966. Encontra-se a cerca de 7000 anos luz da Terra.
Com um diâmetro de cerca de 5 anos luz, Abell 39 é uma das esferas maiores da nossa galáxia; a grossura da envoltura esférica é de 0,33 anos luz. Estudos da nebulosa indicam que Abell 39 contém somente a metade de oxigênio do que no Sol. A estrela central, de  magnitude 15,7, está evoluindo para uma anã branca quente. A sua temperatura efetiva é de 150 000 K e tem uma massa aproximada de 0,6 massas solares. Atualmente desconhece-se porquê se encontra deslocada 0,1 anos luz a respeito do centro da nebulosa.